# خلف الأحبابي
خلف الأحبابي ممثل إماراتي ولد في مدينة العين. بدأ مشواره الفني في مسلسل عمى ألوان.اشتهر بتأديته للأدوار البدوية في أعماله.

## عن الممثل
تتميز أدواره بالتركيز على الهوية الإماراتية بطابعها التراثي من دون تعارض هذا الطابع مع الروح الكوميدية التي يضفيها عليها، ساعياً إلى تقديم رسائل تنقل صورة مشرفة عن الشخصية الإماراتية وتتجاوز بحضورها ووهجها الإطار المحلي، ويسعى من خلالها إلى نقل صورة تعبّر عن الطابع التراثي للإنسان الإماراتي البدوي.
وهذا ما يتضح بشكل جلي من خلال اختياره أدواراً تتماشى مع رسالته التي يهدف إلى إيصالها محلياً وإقليمياً، يقول: "أحاول دائماً تقديم صورة الإماراتي البدوي الذي يتحلى بمكارم الأخلاق من كرم وصدق ونفس طيبة وعفوية لافتة، إلا أن هذه الأدوار أقدّمها بروح مرحة وشكل كوميدي يزرع البسمة على شفاه مشاهديها، وأعتقد أن هذه الرسالة التي أسعى إلى إيصالها بشكل دائم مهما كان شكل وحجم الدور، ففي أغلب الشخصيات التي قدّمتها في الأعمال التلفزيونية وأهمها مؤخراً زمان لول، وما سبقه من أعمال في (حاير طاير، جمرة غضى، عجيب غريب، دروب المطايا، شمس القوايل)، فشغفي الدائم هو أن أرسم البسمة على وجوه كافة فئات المجتمع، لكن أهمها كبار السن والأطفال وذوي الاحتياجات الخاصة"، ويضيف قائلاً: "لعل ما رسخ في داخلي الرغبة في مواصلة تقديم الأدوار ذات الطابع المرح، حديث مباشر مع أحد ذوي الاحتياجات الخاصة فاجأني بمعرفته بي، وسروره بلقائي، وأسرني بقوله: "أحببت دورك وأضحكتني في مسلسل "حاير طاير"، خصوصاً في مشهد مشادة بينك وبين الفنان جابر نغموش حين محاولتك قذفه من الشباك"، ومشاهد أخرى استذكرها الشاب، وكذلك لقائي بالعديد من كبار السن خصوصاً في آخر زيارة لي للقرية العالمية في دبي وما استطعت أن أرسمه من بسمة على شفاههم، جعلني أفتخر وأصرّ على السير باتجاه تقديم الأدوار خفيفة الظل على قلوب المشاهدين.
ويقول الأحبابي حول ما إذا كان يقدّم شخصيته الحقيقية في أدواره وقدرته كممثل على عدم حصر أدائه في تلك النوعية من الأدوار، إنه شخص ترعرع في بيئة بدوية تعتبر التراث بما يشمله من أعراف وتقاليد رمزاً للهوية والخصوصية، ولا يستطيع أن يفصل بينها وبين شكله الدرامي، إلا أنه يؤكد أن اتقانه هذه الأدوار جعل المنتجين والمخرجين يقدمونه فيها ويختارونه بشكل دائم لتجسيدها، وهذا ما يحاول أن يتخلص منه، حيث يسعى في هذه الفترة لإضفاء التنوع على تجربته الفنية من خلال تجسيد أدوار ذات طابع مختلف، من دون التخلي عن رسالته في رسم الابتسامة على وجوه المشاهدين، ومعتزاً بتراثه الأصيل، الذي يتمنى أن يظل محافظاً على طابعه ولا يتأثر بتقنيات العصر.

### أدواره
ويشير الأحبابي إلى أن دخوله مجال التمثيل كهواية جاء من كونه أحد الأعضاء المؤسسين لمسرح العين، وعلاقته بالفنان سلطان النيادي كانت المدخل له إلى التمثيل، إضافة إلى دعم العديد من الفنانين من بينهم: أحمد الجسمي، منصور الفيلي، والكاتب جمال سالم، حيث جمعته بهم أعمال عدة كان آخرها زمان لول، الذي جسد في شخصية حارب ذات الطابع البدوي في حقبة السبعينيات من القرن الماضي حيث يقول: «هذا العمل من إخراج بطال سليمان، حاولت فيه أن أبذل قصارى جهدي لأقدّم الصورة التراثية اللائقة بالمجتمع الإماراتي، بالرغم من أن هذه الصورة لم تكن ذات طابع كوميدي إلا أنني عملت على مزجها بروح مرحة، من خلال تعبيرات الوجه ونبرة الصوت، ذلك أنني أعرف تماماً أن المشاهد بحاجة إلى من يبدد عنه تعب العمل لا من يثير همومه وشجونه، ولبلوغ هذا الهدف أعمل عادة على أداء جزء من دوري أمام المرآة بكل ما يحمله من حركات الجسد ونبرة الصوت وتعابير الوجه لأختبر مدى تأثيره في المتلقي. أما دوري (رمّاس) في مسلسل دروب المطايا فكان من أصعب أدواري على الإطلاق، بالرغم مما حمله من جماليات، حيث كنت أعمل ضمن فريق الإنتاج إضافة إلى دوري كممثل، لكنه ترك بصمة في أذهان المشاهدين حتى أصبحت أعرف ب (رمّاس) لتأثير هذا الدور في المشاهدين»، ويشير الأحبابي إلى أنه على الرغم من أهمية تلك الأدوار التي قدمها ما زال ينتظر الدور المركّب الذي يمزج بين الكوميديا ومسحة الشر، ليقول من خلالها أن الشخص الشرير يمكنه أن يرسم الابتسامة على وجوه المشاهدين. وللأحبابي دور البطولة في المسلسل الكرتوني (خراريف)، الذي قدم فيه صوت شخصية أبي ظاعن البدوي المتحضر، مشيراً إلى أن هذا الدور هو تجربته الوحيدة إلى الآن في مجال المسلسلات الكرتونية المتحركة التي يتمنى تكرارها، حيث لاقت التجربة صدى طيباً وأضافت إلى رصيده الفني، مؤكداً أن التعبير من خلال الصوت وحده يحتاج إلى جهد مضاعف لتجسيد الشخصية من خلال تطابقه مع الحركات، منوهاً إلى تجربة إذاعية من خلال تقديمه برنامج على أبوظبي الإمارات بمناسبة اليوم الوطني 42 تحت عنوان (روح الاتحاد)، التقى فيه بعدد من كبار السن، وتحدث عن حياتهم في السابق وما مروا به من تجارب وتحديات ساهمت في تجاوزهم للصعاب.
وحول بداياته في التمثيل قال الأحبابي: «بدأت بدور صغير في مسلسل (عمى ألوان) في العام،2002 ومنه بدأت أدواري تتوالى في العديد من المسلسلات، لكن انشغالاتي الوظيفية حالت من دون تكثيف أعمالي، وهذا السبب يجعل الكثير من الممثلين الإماراتيين غير قادرين على الوصول إلى النجومية لانشغالاتهم المهنية، وأتمنى أن تعمد المؤسسات التي يعمل فيها الفنانون لمنح التفرّغ لموظفيها حتى تكون لهم القدرة على تأدية أدوارهم التمثيلية». 

## من المسلسلات
| سنة الإنتاج | المسلسل      | الشخصية | بمشاركة                                                            |
| ----------- | ------------ | ------- | ------------------------------------------------------------------ |
| 2002        | عمى ألوان    |         | غانم السليطي، سميرة أحمد، جابر نغموش، محمد الجناحي، طارق العلي     |
| 2003        | شمس القوايل  |         | جابر نغموش، سميرة أحمد، إبراهيم الصلال، أحمد الجسمي، طارق العلي    |
| 2005        | حاير طاير ج4 |         | جابر نغموش، سميرة أحمد، محمد الجناحي، سلطان النيادي، رزيقة الطارش  |
| 2006        | جمرة غضى     |         | جابر نغموش، سميرة أحمد، عبدالعزيز جاسم، منى شداد، مريم سلطان       |
| 2008        | حاير طاير ج5 |         | جابر نغموش، سعيد سالم، محمد الجناحي، مريم سلطان، رزيقة الطارش      |
| 2008        | حظ يا نصيب   |         | جابر نغموش، أحمد الجسمي، محمد الجناحي، أحمد الانصاري، رزيقة الطارش |
| 2009        | دروب المطايا | رماس    | سلطان النيادي، رزيقة الطارش، علي التميمي، أحمد الأنصاري            |
| 2009        | عجيب غريب ج1 |         | أحمد الجسمي، منصور الفيلي، مرعي الحليان، نصر حماد، مريم سلطان      |
| 2010        | عجيب غريب ج2 |         | أحمد الجسمي، منصور الفيلي، مرعي الحليان، نصر حماد، سعيد بتيجة      |
| 2013        | زمان لول     | حارب    | غانم السليطي، سميرة أحمد، أحمد الجسمي، يوسف بوهلول، سعيد سالم      |
| 2014        | حبة رمل      | فري     | عبدالله زيد، بلال عبدالله، رزيقة الطارش، سعيد سالم، جمعة علي       |

## روابط خارجية
- خلف الأحبابي على موقع قاعدة بيانات الأفلام العربية